# Torre delle Torri
La Torre delle torri è sita  su di un colle adiacente Via Nomentana (tra i chilometri 19 e 20) presso Tor Lupara, frazione del comune di Fonte Nuova, in provincia di Roma.
È da identificare con il centro di castrum Turricellae. Non rimane nulla della cinta muraria e dell'adiacente chiesa di Sant'Angelo, quest'ultima menzionata in una visita apostilica della Sabina del 1343. Nella cartina del Peperelli vi sono due torri, di cui la seconda è identificata dalla Passigli con dei ruderi in arenaria nella zona. La torre delle torri è identificabile con la prima delle due. Tale torre si innalza per dieci metri con murature in scaglie di roccia calcarea e travertino nella zona inferiore e in blocchi di tufo e selce L'ingresso si trovava sul lato est sullo stesso asse di una feritoia sita tra il terzo e quarto ordine di buche pontaie